# Anisong Jaroentham
Anisong Jaroentham (thailändisch อานิสงส์ เจริญธรรม, * 12. April 1988 in Chiangmai) ist ein thailändischer Fußballspieler.

## Karriere
Anisong Jaroentham spielte bis Ende 2017 beim Port FC. Wo er vorher gespielt hat, ist unbekannt. Der Verein aus der thailändischen Hauptstadt Bangkok spielte in der höchsten Liga des Landes, der Thai League. Hier absolvierte er zwei Erstligaspiele. 2018 unterschrieb er einen Vertrag beim Nongbua Pitchaya FC. Mit dem Verein aus Nong Bua Lamphu spielte er in der zweiten Liga, der Thai League 2. Im März 2021 feierte er mit Nongbua die Zweitligameisterschaft und den Aufstieg in die erste Liga. Für Nongbua stand er 2021 dreimal in der ersten Liga auf dem Spielfeld. Zur Rückrunde 2021/22 schloss er sich im Januar 2022 auf Leihbasis dem Zweitligisten Lampang FC an. Am Ende der Saison wurde er mit dem Verein aus Lampang Tabellenvierter und qualifizierte sich für die Aufstiegsspiele zur ersten Liga. Hier konnte man sich durchsetzen und stieg in somit in die erste Liga auf. Nach dem Aufstieg kehrte er zu Nongbua zurück. Nach der Hinrunde, in der er siebenmal zum Einsatz kam, wechselte er im Januar 2023 zum zweiten Mal auf Leihbasis zum Lampang FC. Nach einer Saison Erstklassigkeit musste er mit Lampang am Ende der Saison als Tabellenletzter wieder den Weg in die zweite Liga antreten. Nach der Saison, in der 14-mal für Lampang spielte, kehrte er zum ebenfalls aus der ersten Liga abgestiegenen Nongbua Pitchaya zurück. Am Ende der Saison 2023/24 wurde er mit dem Klub Vizemeister und stieg direkt wieder in die erste Liga auf. Nach dem Aufstieg verließ er den Verein und schloss sich im Juli 2024 dem Drittligisten Udon United FC an. Mit dem Verein aus Udon Thani spielt er in der North/Eastern Region der Liga. 

## Erfolge
Nongbua Pitchaya FC
- Thailändischer Zweitligameister: 2020/21  ▲
- Thailändischer Zweitligameister: 2023/24  ▲